# Darayem
Darayem (persisch ولسوالی درایم / paschtunisch درايم ولسوالۍ / englisch Darayim/Darāyim) ist ein Distrikt in der afghanischen Provinz Badachschan und liegt auf etwa 2193 m. Der Distrikt wurde 2005 aus Teilen des Distrikts Faizabad gebildet.

## Bevölkerung
2019 lebten 68.419 Menschen in Darayem, davon 33.669 Frauen und 34.750 Männer. 2020 wurde die Bevölkerung mit 69.618 Personen geschätzt.

## Geographie
Laut einem Bericht aus dem Jahr 2004 wurde in Darayem Mohn angebaut, wobei die Ernte im Jahr 2003 die bis dahin ertragreichste war. Es wurde vermutet, dass es in der gesamten Provinz Badachschan 18 Betriebe gab, die Heroin produzierten. Der Distrikt Darayem umfasst eine Fläche von 585 Quadratkilometern.
Der Berg Ghalaţi-ye Ḏaṟāyem mit einer Höhe von 2089 m liegt im Distrikt Darayem.

## Klima
In der Köppen-Geiger-Klassifikation liegt der Distrikt Darayem in den Ds-Klimaten (Dsa). Die Temperaturen liegen das ganze Jahr über typischerweise zwischen −10 Grad Celsius 17 Grad Celsius, können selten auf −25 Grad Celsius fallen oder bis zu 27 Grad Celsius steigen. Die durchschnittliche jährliche Niederschlagsmenge beträgt etwa 633 Millimeter. Es gibt jährlich 117 Regentage mit einer Niederschlagsmenge unterhalb der 1-Millimeter-Grenze. Jährlich gibt es durchschnittlich 3991 Sonnenscheinstunden; die Tageslichtdauer variiert zwischen neun Stunden und 39 Minuten und 14 Stunden und 37 Minuten. Durchschnittlich ist der kälteste Monat der Januar, die wärmsten sind der Juli und der August. Die meisten Regentage gibt es im Mai, die wenigsten im August. Die meisten Sonnenstunden gibt es im Juli, die wenigsten im Januar. Der UV-Index liegt zwischen 4 im Dezember und 13 im Juni und Juli.